# Fairchild TV
Fairchild TV est une chaîne de télévision canadienne spécialisée de catégorie A en langue cantonais et mandarin appartenant à Fairchild Group (80 %) et Television Broadcast Limited (20 %) située à Richmond Hill (Ontario) et possédant des bureaux à Richmond (Colombie-Britannique) et à Calgary. Sa station-sœur est Talentvision, uniquement en mandarin.
La programmation est disponible en trois chaînes : Toronto cantonais, Toronto mandarin et Vancouver. La chaîne de Toronto utilisant la même image, l'audio en cantonais ou en mandarin est accessible soit sur des canaux différents ou soit en activant la fonction SAP sur le terminal.

## Histoire
Chinavision Canada, un service de télévision payante, a été lancé en 1984 afin de servir la communauté chinoise établie à Toronto et Vancouver. La programmation était de contenu 90 % cantonais et 10 % mandarin. La station a été vendue au Fairchild Group (appartenant à Happy Valley Investments Ltd, une société contrôlée par Thomas Fung) et Condor (appartenant à TVB Limited de Hong Kong) en 1990, pour ensuite changer de nom pour Fairchild TV en 1993.